# Gaia Zucchi
Gaia Zucchi, née à Rome (Italie) le 27 mars 1970, est une actrice italienne,.

## Biographie
Née à Rome (Italie) le 27 mars 1970, Zucchi a des origines aristocratiques du côté de sa mère. Son arrière-grand-père était le général Rodolfo Corselli, journaliste et essayiste sur les arts militaires, tandis que son grand-père était le lieutenant Aldo Zucchi (it), décoré à titre posthume de la médaille d'or de la valeur militaire.
Elle est diplômée en théâtre au Centro sperimentale di cinematografia et en même temps diplômée en psychologie ; elle a été active dans le monde du spectacle, et dans plusieurs productions cinématographiques et télévisuelles.
Elle a commencé comme mannequin et a ensuite interprété des romans-photo dans les magazines Cioè (it) et Lanciostory (it). Cela a été suivi de plusieurs publicités télévisées et d'apparitions dans Che tempo che fa et Scommettiamo che...?.
Sa formation au CSC, alors dirigé par Lina Wertmüller, où ses professeurs étaient Goliarda Sapienza et Attilio Corsini (it), est fondamentale pour la suite de sa carrière.
En 2023, elle publie un livre autobiographique, La vicina di Zeffirelli (la voisine de Zeffirelli), qui parle de l'amitié qu'elle entretenait avec le réalisateur Franco Zeffirelli, son maître artistique.

### Famille
Gaia Zucchi a un frère, Marco, et une sœur, Simona. Elle était mariée au producteur de films Francesco Papa, avec qui elle a eu Leonardo, également producteur.
Ensuite, elle a eu une relation avec le producteur de disques Tullio Mattone.
De sa relation avec l'entrepreneur napolitain Massimo Mignano, est née Mia.

## Télévision
- 1993 : Papà prende moglie (it)
- 1996 : La signora della città (it), dir. B. Cino
- 1998 : Tutti gli uomini sono uguali (it), dir. A. Capone
- 1999 : Turbo (it) , dir. A. Bonifacio
- 2003 : La squadra (it)
- 2004-2005 : Carabinieri (it) , dir. R. Mertes
- 2005 : Giovanna, commissaire, dir. Monica Vullo (it)
- 2005 : Camera Café
- 2022 : Prenditi cura di Me (Reality 2022) (Otto Channel Tv) dir. Andrea Bocchino[5].

## Théâtre
- 1994 : La crisi del teatro, dir. A. Corsini
- 1996 : Marasade, dir. M. Garroni
- 1995-1997 : Voglia matta - anni 60, dir. A. Corsini
- 1997 : Gente soprattutto matta, dir. D. Formica
- 1998 : Voglia matta - anni 50, dir. A. Corsini
- 1999 : Voglia matta di Roma, dir. A. Corsini
- 2000 : Le Café de Carlo Goldoni, dir. M. Belli
- 2014 : La Journée d'un scrutateur, dir. Luca Ronconi

## Cinéma
- 1989 : Plagio, dir. Cinzia TH Torrini
- 1992 : Nessuno mi crede, dir. Anna Carlucci (it)
- 1995 : Peggio di così si muore, dir. Marcello Cesena (it)
- 1995 : La Boîte à fantasmes de Tinto Brass, dir. Tinto Brass
- 1996 : Il cielo è sempre più blu, dir. Antonello Grimaldi
- 1997 : Il tocco: la sfida, dir. Enrico Coletti (it)
- 1998 : I volontari (it), dir. D. Costanzo
- 2003 : Per sempre (it), dir. Alessandro Di Robilant (it)
- 2012 : Rabbia in pugno (it), dir. Stefano Calvagna (it)
- 2023 : Jerry e Tom, dir. Gianluca Ansanelli (it)

### Courts métrages
- 1993 : Est, dir. F. Brizzi
- 1994 : Caso Wanderbit, dir. N. Nimica
- 1994 : Muccino Muccina, dir. G. Petitto
- 2003 : Carrozzelle felici, dir. Walter Garibaldi
- 2023 : Come un fiore, dir. Benedicta Boccoli

## Autres images

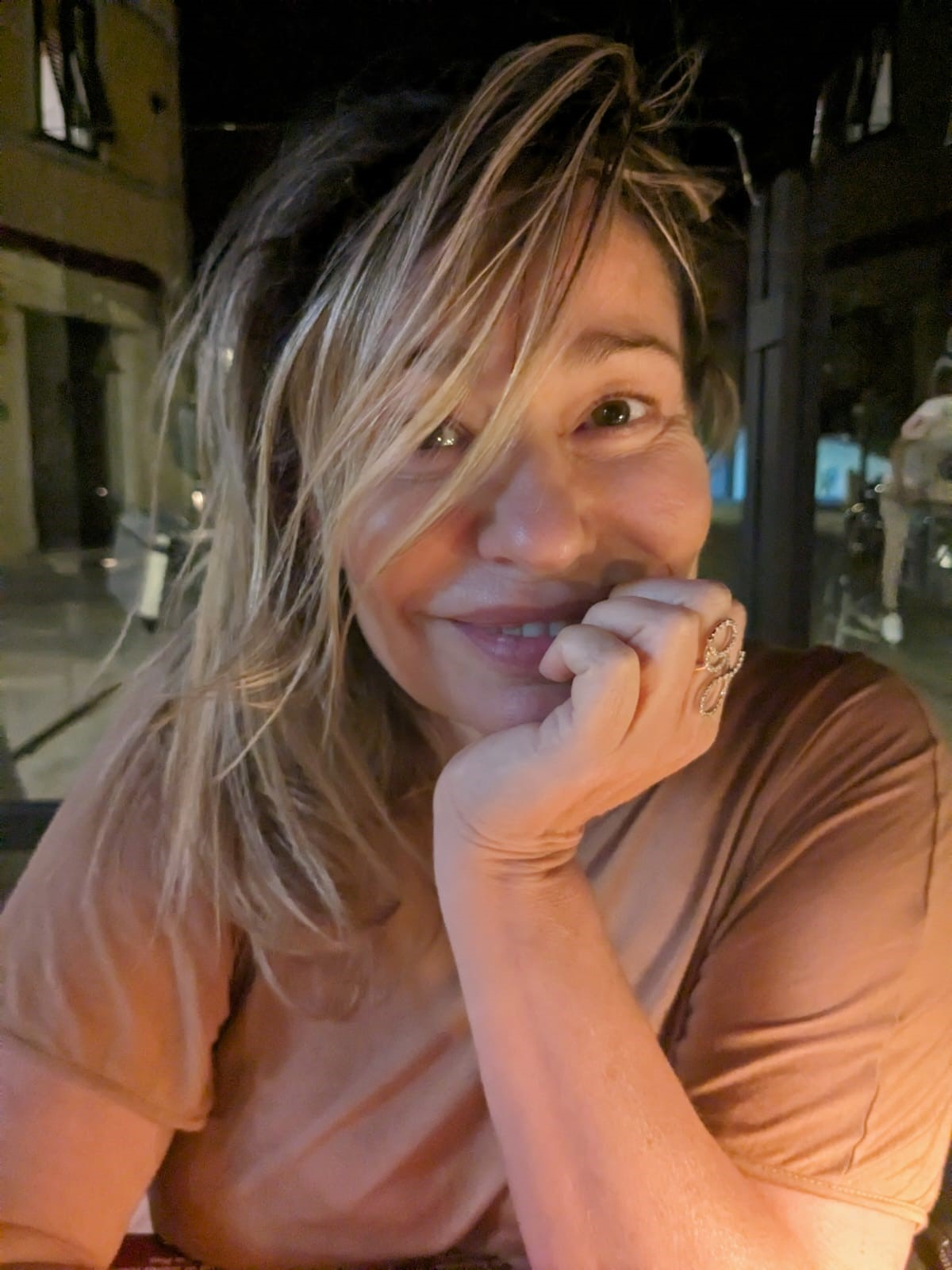
Gaia Zucchi, à Pise dans un moment de relaxation, en septembre 2023.